# Міддлесекс Центр
 Міддлесекс Центр (англ. Middlesex Centre) — місто у графстві Міддлесекс, розташоване в Південному Онтаріо, Канада. Міддлесекс Центр утворений 1 січня 1998 року шляхом злиття найближчих містечок Делавер, Лобо та Лондона (не плутати з сусіднім Лондоном).

## Географія
Міддлесекс Центр знаходиться на півдорозі між двома з п'яти Великих озер. На північ від озера Ері та на південний схід від озера Гурон. Далі на схід знаходиться озеро Онтаріо, тоді як на захід знаходиться менше озеро Сент-Клер. Цей район привабливий для ведення сільського господарства через часті опади.

## Громади міста
- Арва
- Бірр
- Колдстрім
- Делавер
- Елгінфілд
- Ілдертон
- Комока
- Кілворт

## Відомі люди
- Метт Рід — канадський хокеїст.